# Baculum brevicornis
Baculum brevicornis är en insektsart som först beskrevs av Kirby 1889.  Baculum brevicornis ingår i släktet Baculum och familjen Phasmatidae. Inga underarter finns listade.